# Simpang Tiga (Kuantan Tengah)
Simpang Tiga is een bestuurslaag in het regentschap Kuantan Singingi van de provincie Riau, Indonesië. Simpang Tiga telt 3110 inwoners (volkstelling 2010).